# Hagley Park (Christchurch)
Der Hagley Park ist ein 164,637 Hektar großer Park in Christchurch, auf der Südinsel von Neuseeland.

## Geographie
Der Hagley Park befindet sich im Stadtzentrum von Christchurch, gut 700 m westliche das Cathedral Square. Der Park besitzt eine Nord-Süd-Ausdehnung von rund 2,1 km und erstreckt sich in Ost-West-Richtung über rund 1,2 km. Von Osten her zur Mitte umschließt der Park dabei das Gebiet des Christchurch Botanic Gardens und das Christchurch Hospital, wobei den Botanic Garden vom Hagley Park der Avon River/Ōtakaro trennt, der in einer Westschleife zwischen den beiden Parks nach Osten fließt. Geographische wird der Park noch in South Hagley Park und North Hagley Park unterschieden. Die Trennungslinie stellt dabei die Riccarton Avenue, die seinerzeit quer durch das Parkgelände gebaut wurde.

## Geschichte
1842 kamen die Deans-Brüder den Avon River/Ōtakaro herauf, um Land für ihre Farm zu finden. Sie ließen sich dort nieder, wo heute noch ein kleines Waldstück in Christchurch existiert, der Riccarton Bush im Stadtteil Riccarton. Man nimmt an, dass sie seinerzeit eine Vereinbarung mit dem Vertreter der New Zealand Company, William Fox, trafen, die dazu führen sollte, dass das Gebiet des heutigen Hagley Park als Puffer zwischen ihrer Farm und dem neuen Township Christchurch dienen sollte. Der Stadtplaner Edward Jollie, der einen Plan von Christchurch erstellen sollte, schloss aber Hagley Park mit 500 Acre (rund 200 Hektar) erst im Jahr 1850 mit in seine Planung ein, zwei Jahre nachdem die Farm der Deans-Brüder wieder aufgegeben wurde. Als die neue gebildete Provinzregierung die Rolle der Canterbury Association im Jahr 1855 übernahm, verabschiedete sie ein Gesetz, dass das Land, das gemeinhin als Hagley Park bekannt war, für immer als öffentlicher Park den Einwohnern zur Verfügung stehen sollte.
Der Name Hagley wurde im Übrigen seinerzeit zu Ehren von Lord Lyttelton, dem Vorsitzenden der Canterbury Association, von dessen Landsitz übernommen.

## Fotogalerie

Hagley Park
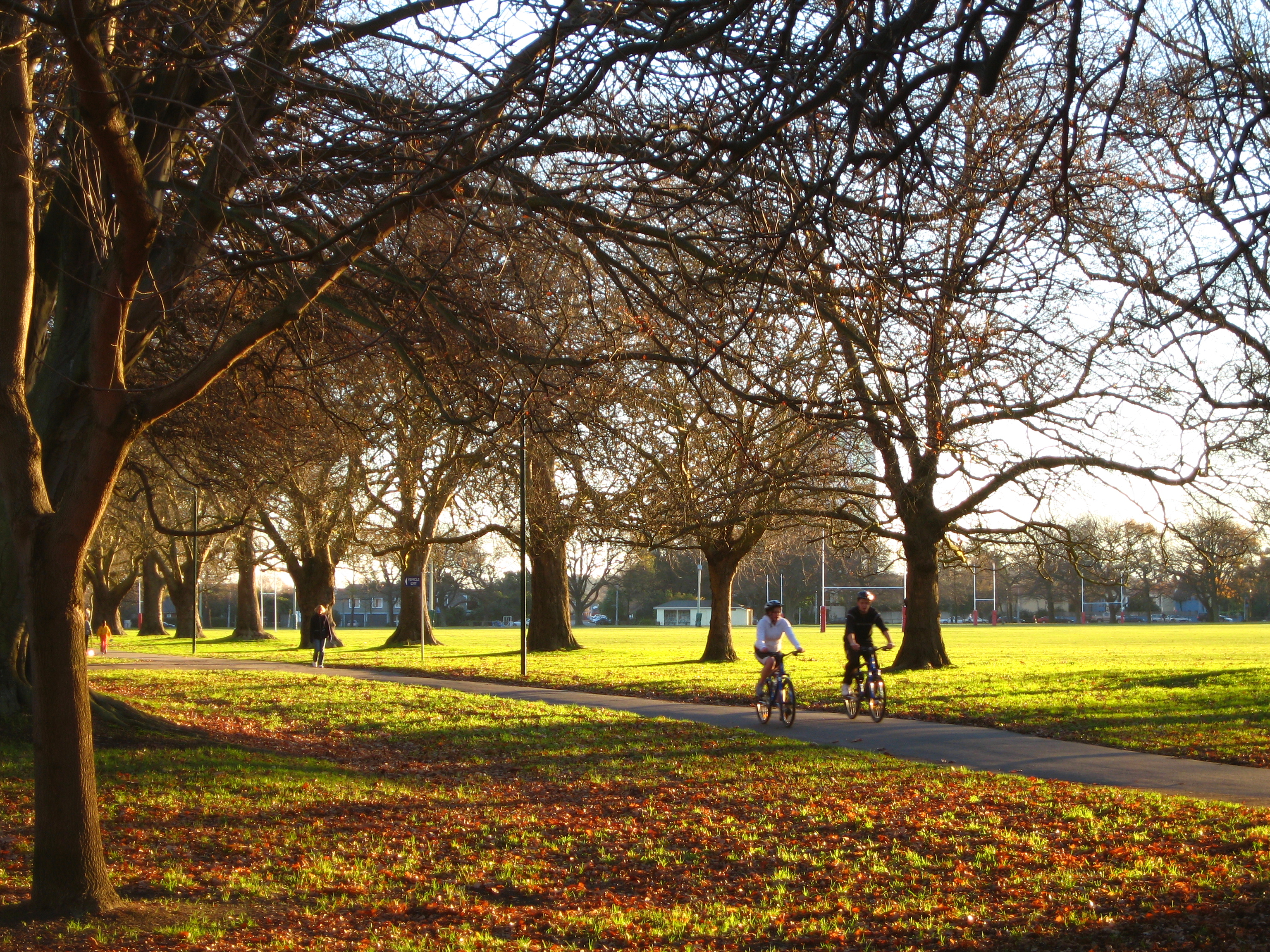
North Hagley Park
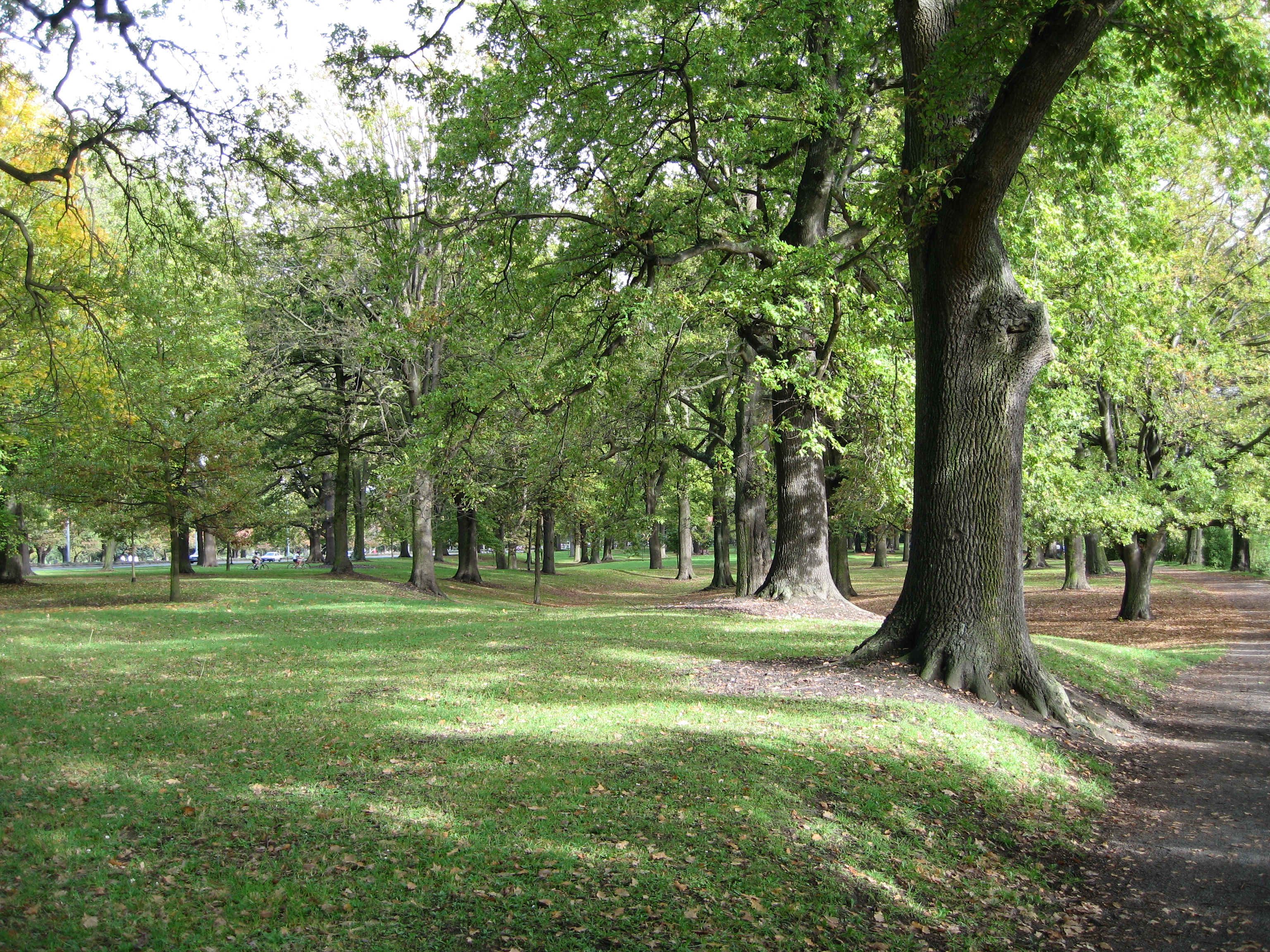
Little Hagley Park, nördlich der Harper Ave
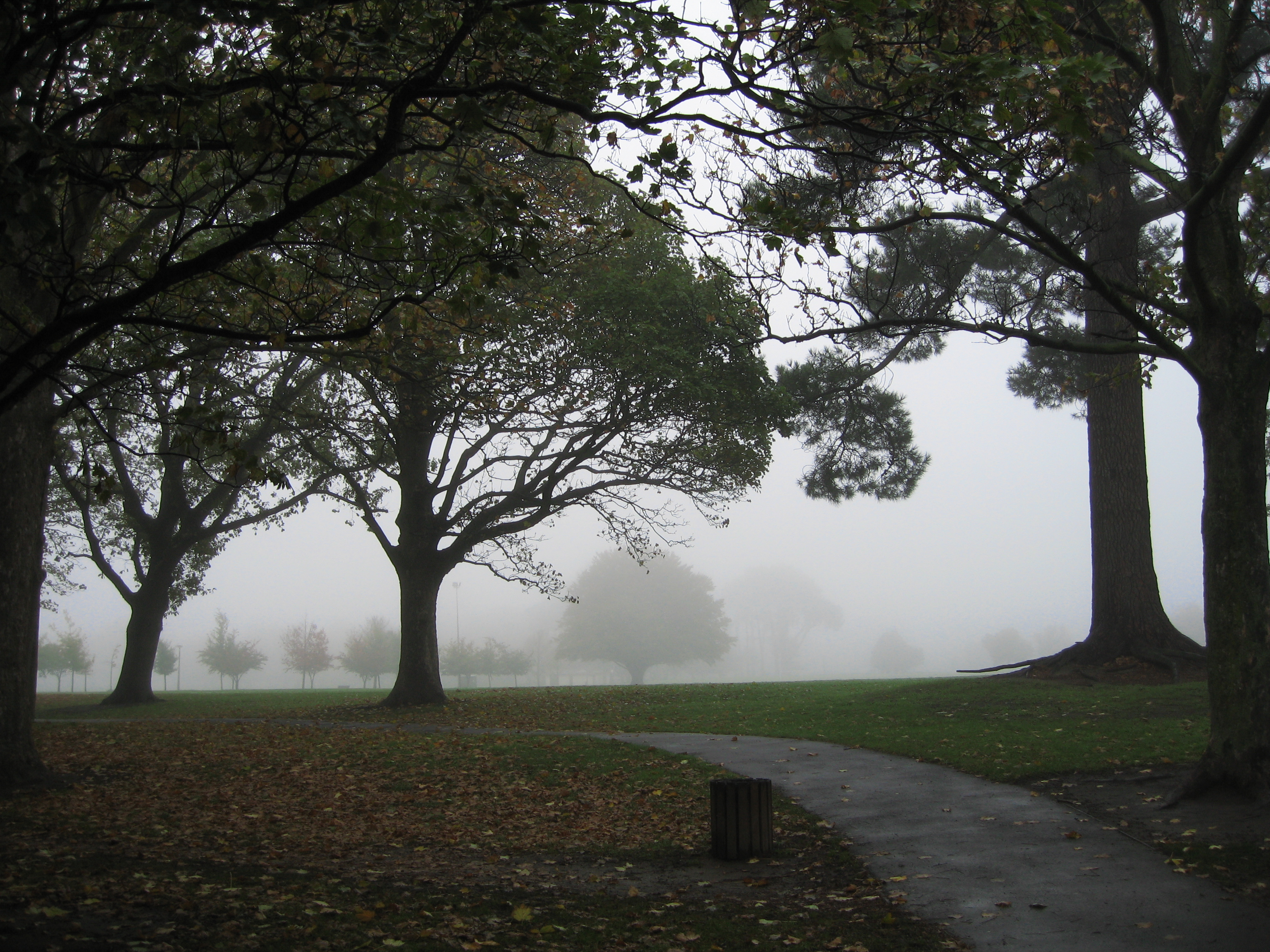
North Hagley Park, nebeliger Morgen
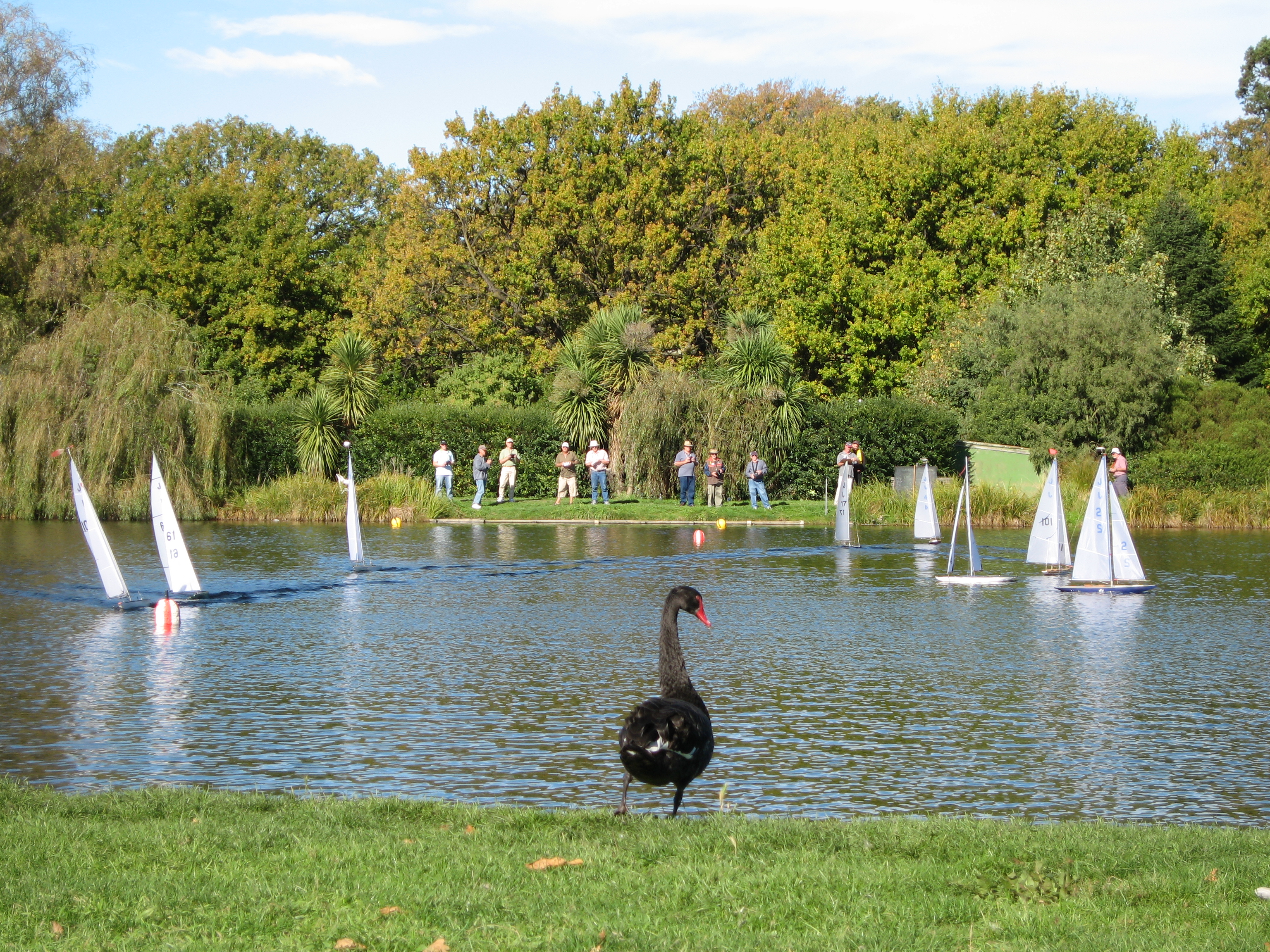
Victoria Lake im nördlichen Teil des Parks
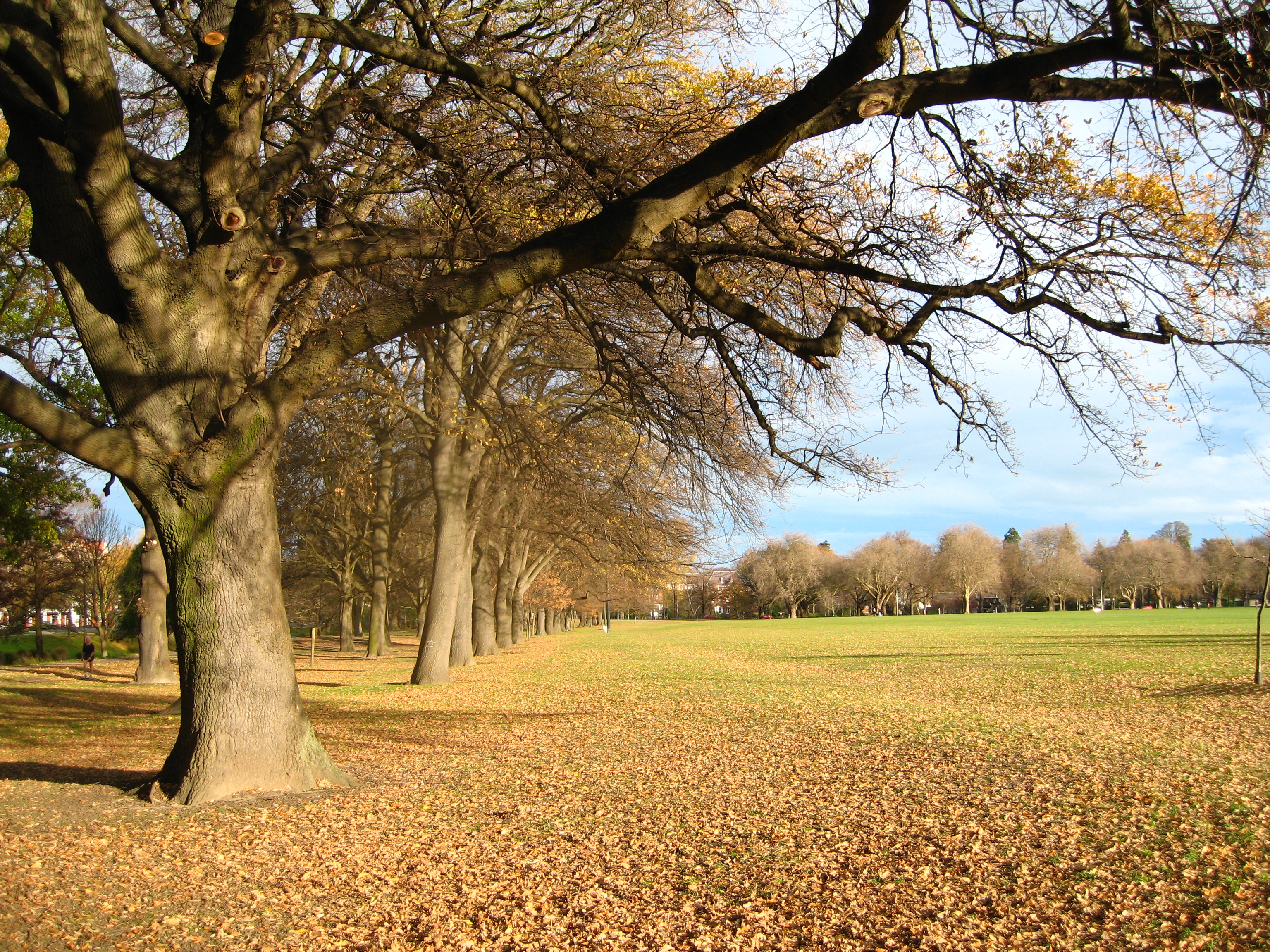
North Hagley Park im August
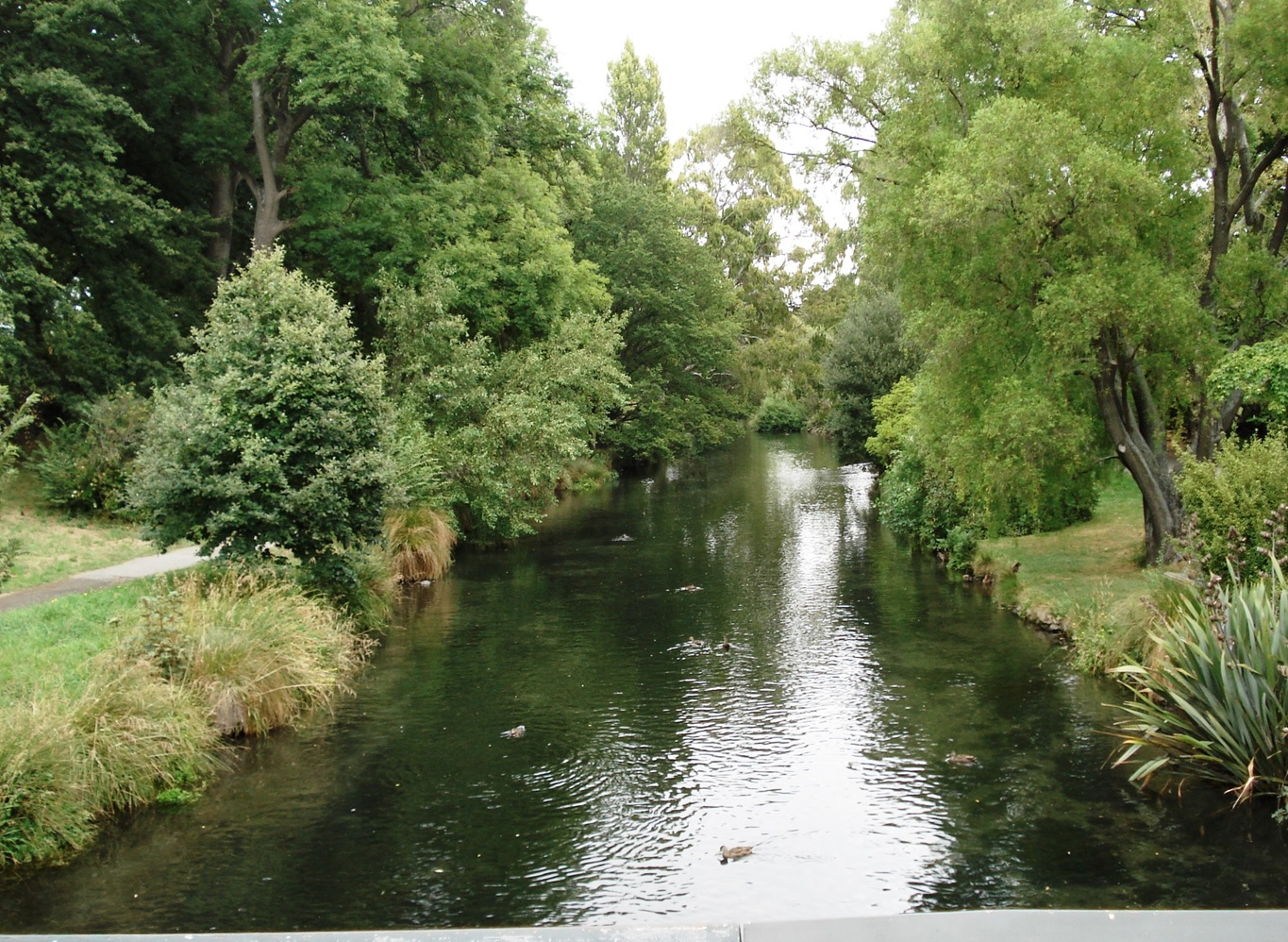
Der Avon River – die Grenze zwischen Hagley Park (links) & Christchurch Botanic Gardens (rechts)